# César Martín Villar
César Martín Villar (Oviedo, Asturias, España, 3 de abril de 1977), conocido como César, es un exfutbolista español que jugaba de defensa central y su último equipo fue el C. D. Castellón de la Segunda División de España. Actualmente es el encargado de relaciones institucionales del Real Oviedo.

## Trayectoria
Con dieciocho años de edad, debutó en Primera División el 9 de abril de 1995, en un Real Valladolid C. F.-Real Oviedo. Como jugador del Real Oviedo jugó 101 partidos de Liga durante cinco temporadas en el club carbayón.
En la temporada 1999/00 fue traspasado al R. C. Deportivo de La Coruña a cambio de 7 millones de euros. En el club coruñés le costó lograr la titularidad por causa de diversas lesiones. En el Depor ha conseguido todos los títulos a nivel nacional que existen (Liga, Copa del Rey y Supercopa de España), logró un subcampeonato de Liga en la campaña 2001/02 y disputó partidos de Copa de la UEFA y varias ediciones de la Liga de Campeones. En el Deportivo jugó tanto en las posiciones de lateral derecho como en el centro de la defensa.
Pasó de puntillas por el Levante U. D. y el Bolton Wanderers F. C. antes de fichar por el Hércules C. F.. Para la temporada 2009/10 fichó por el C. D. Castellón por dos temporadas con opción a otra más, retirándose al finalizar la primera de ellas.

## Selección nacional
Ha sido internacional con España, en las categorías sub-19, sub-21 y absoluta. Con la selección sub-19 consiguió el Europeo de 1995 al imponerse en la final celebrada en Katerini (Grecia), a Italia por 4 goles a 1. Posteriormente jugó con la selección sub-21 donde llegó a ser el capitán del combinado español.
Ha participado en doce ocasiones con la selección española. Debutó con la absoluta bajo las órdenes del por entonces seleccionador José Antonio Camacho, el 18 de agosto de 1999, en un partido amistoso contra Polonia disputado en el Estadio del Ejército Polaco en Varsovia (1-2).
No fue seleccionado para las fases finales de la Eurocopa 2000 ni la Copa Mundial 2002. El 19 de noviembre de 2003, disputó el partido de vuelta de la repesca de clasificación para la Eurocopa 2004 en el Ullevaal Stadion de Oslo contra Noruega. La victoria por 0-3 salvó la irregular trayectoria del combinado español en la fase previa. Fue a la Eurocopa 2004 disputada en Portugal, donde España cayó en la fase previa superada por Grecia (posteriormente campeona) y Portugal (subcampeona). Su último partido como internacional fue el 5 de junio de 2004 en el Coliseum de Getafe, en un amistoso ante la selección de Andorra (4-0).

### Participaciones en Eurocopas
| Eurocopa                | Sede     | Resultado    |
| ----------------------- | -------- | ------------ |
| Eurocopa sub-19 de 1995 | Grecia   | Campeón      |
| Eurocopa 2004           | Portugal | Primera fase |

## Clubes
| Club                         | País       | Año       |
| ---------------------------- | ---------- | --------- |
| Real Oviedo "B"              | España     | 1993-1994 |
| Real Oviedo                  | España     | 1994-1999 |
| R. C. Deportivo de La Coruña | España     | 1999-2006 |
| Levante U. D.                | España     | 2006-2007 |
| Bolton Wanderers F. C.       | Inglaterra | 2007      |
| Hércules C. F.               | España     | 2007-2009 |
| C. D. Castellón              | España     | 2009-2010 |

## Palmarés

### Campeonatos nacionales
| Título              | Club                   | País   | Año  |
| ------------------- | ---------------------- | ------ | ---- |
| Liga española       | Deportivo de La Coruña | España | 2000 |
| Supercopa de España | Deportivo de La Coruña | España | 2000 |
| Copa del Rey        | Deportivo de La Coruña | España | 2002 |
| Supercopa de España | Deportivo de La Coruña | España | 2002 |

### Copas internacionales
| Título          | Club                      | País   | Año  |
| --------------- | ------------------------- | ------ | ---- |
| Eurocopa sub-19 | Selección española sub-19 | Grecia | 1995 |

## Apoyo al asturiano
En el año 2008 se adhirió a la campaña Doi la cara pola oficialidá, en favor del reconocimiento del asturiano como cooficial de Asturias.